# オフィスみずとり
株式会社オフィスみずとりは、かつて存在した日本の芸能事務所。主に声優のマネージメントを行っていた。

## 概要
1996年10月1日、声優の水鳥鐵夫とマネージャーの松田咲實がアーツビジョンから独立して設立。
水鳥が所属していたアーツビジョンに所属を兼務している役者も一部を除いて所属していた。
2004年10月31日に廃業し、それに伴い所属声優は9月30日をもって退所し、代表の水鳥鐵夫をはじめとする大半の所属声優はアーツビジョンから戻ることになり、移籍することを発表。

## かつて所属していた声優

### 男性
| あ行 - 飯田浩志（引退） - 石塚堅（フリー） - 大西健晴（現所属：アーツビジョン） - 押田浩幸（現所属：アーツビジョン） - 織田圭祐 - 小田久史（現所属：アーツビジョン） か行 - 片桐健太 - 河合義雄 - 北島淳司（現所属：アーツビジョン） - 清田和彦（現所属：劇団あかぺら倶楽部） さ行 - 沢木郁也（現所属：アーツビジョン） - 笹沼尭羅（現所属：アーツビジョン） - 志賀克也（現所属：アーツビジョン） - 鈴木勝美（現所属：81プロデュース） - 鈴木千尋（フリー、オフィスモノリス（業務提携）） - 鈴村健一（現所属：インテンション主宰） | た行 - 高木渉（現所属：アーツビジョン） - 髙階俊嗣（現所属：アーツビジョン） - 武内健（現所属：アーツビジョン） - 千葉一伸（現所属：アーツビジョン） - 土屋トシヒデ（現所属：アーツビジョン） - 鳥海浩輔（現所属：アーツビジョン） - 徳丸完（アーツビジョンに移籍後死去） - 飛田展男（現所属：アーツビジョン） - 戸部公爾（現所属：アーツビジョン） な行 - 長嶝高士（現所属：アーツビジョン） - 西村知道（現所属：アーツビジョン） - 根本嘉也（劇団近代座設立後死去） - 野中秀哲（現所属：アーツビジョン） は行 - 萩道彦（現所属：アーツビジョン） - 原田マサオ（現所属：アーツビジョン） - 檜山修之（現所属：アーツビジョン） - 保志総一朗（現所属：アーツビジョン） - 細井治（現所属：アーツビジョン） | ま行 - 水鳥鐵夫（アーツビジョンに移籍後死去） - 宮田浩徳（現所属：ベストポジション） - 望月健一（現所属：アーツビジョン） - 森川智之（現所属：アクセルワン主宰） や行 - 山田義晴（現所属：WONDER CREW） - 山野井仁（現所属：懸樋プロダクション） - 吉川虎範 - 吉田ボイス（フリー） |

### 女性
| あ行 - 相田さやか（現所属：アーツビジョン） - 荒木香衣（フリー） - 浅川悠（フリー） - 今井麻美（現所属：EARLY WING） - 岡本嘉子（現所属：アーツビジョン） か行 - 川村万梨阿（フリー） - 菊池志穂（現所属：リマックス） - 倉田雅世（現所属: 81プロデュース） - 桑谷夏子（現所属：アイムエンタープライズ） - 河本明子（現所属：アーツビジョン） - 小林さやか | さ行 - 坂本千夏（現所属：アーツビジョン） - 志乃宮風子（現所属：アーツビジョン） - 神宮司弥生（アーツビジョンに移籍後死去） - 菅原祥子（現所属：アーツビジョン） - 笹島かほる（フリー、INSPIONエージェンシー（業務提携）） - 笹本優子（現所属：アプトプロ） た行 - 高木礼子（現所属：シグマ・セブン） - 鷹森淑乃（現所属：アーツビジョン） - 瀧本富士子（現所属：アーツビジョン） - 田崎由美子 - 田村ゆかり（現所属：アミュレート） - 橘ひかり（現所属：アーツビジョン） - 手塚ちはる（現所属：アーツビジョン） - 津野田なるみ（現所属：Honey Rush） - 徳永愛（フリー） - 富坂晶 な行 - 中島麻実 - 中原麻衣（現所属：アイムエンタープライズ） - 永堀美穂（フリー） - ならはしみき（現所属：アーツビジョン） | は行 - 服部加奈子（引退） - 半場友恵（現所属：アーツビジョン） - 藤野かほる（フリー） - 堀江由衣（現所属：ヴィムス） ま行 - 松本さち（現所属：ケンユウオフィス） - 松下美由紀（現所属：アーツビジョン） - 水沢潤 - 水橋かおり（現所属：アーツビジョン） - みやかわ香月（現所属：オフィス・ティービー） や行 - 山門久美 - 山田みほ（現所属：クレイジーボックス） - 吉田小南美（現所属：キャトルステラ） - 芳野美樹 わ行 - 渡辺久美子（現所属：シグマ・セブン） |